# 李綜
李綜（8世纪778年至788年间—808年4月10日），《資治通鑒》和《新唐書》作李總，唐朝皇子，本名李湜，是唐顺宗李诵的第七子，生母王昭仪。
生年没有记载，当在长兄唐宪宗出生的778年之后。贞元四年（788年），李綜被祖父唐德宗封为晋陵郡王，授少府监。贞元二十一年（805年），李綜被父亲唐顺宗封为郇王，元和三年（808年）三月十一，李綜去世。